# Canton de Manzat

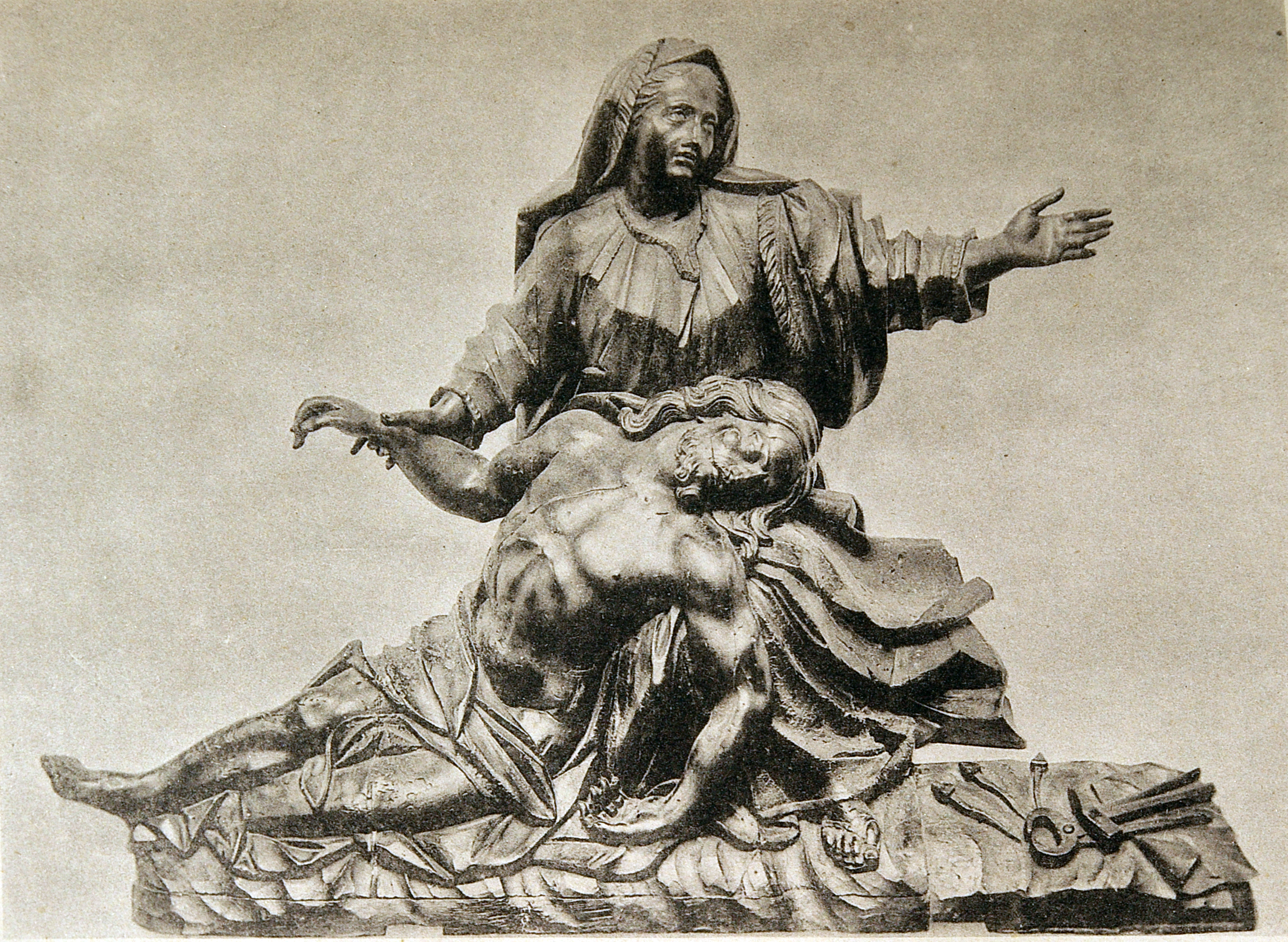
Notre-Dame de Pitié de la Chartreuse de Port-Sainte-Marie

Le canton de Manzat est organisé autour de Manzat. Il est situé dans l'arrondissement de Riom, dans le département du Puy-de-Dôme, (région d'Auvergne), France. Il a été supprimé en 2015 à la suite du redécoupage des cantons du département.

## Géographie
L'altitude du canton de Manzat varie de 365 m (Châteauneuf-les-Bains) à 979 m (Manzat) pour une altitude moyenne de 658 m.

### Anciens cantons limitrophes
Tous ces cantons ont disparu à la suite du redécoupage cantonal :
- Menat
- Combronde
- Riom-Ouest
- Pontgibaud
- Pontaumur
- Saint-Gervais-d'Auvergne

### Composition
Le canton de Manzat groupe les dix communes suivantes :
| Nom                        | Code Insee | Intercommunalité               | Population (dernière pop. légale) |
| -------------------------- | ---------- | ------------------------------ | --------------------------------- |
| Manzat (chef-lieu)         | 63206      | CC Combrailles Sioule et Morge | 1 351 (2014)                      |
| Les Ancizes-Comps          | 63004      | CC Combrailles Sioule et Morge | 1 606 (2014)                      |
| Charbonnières-les-Varennes | 63092      | CA Riom Limagne et Volcans     | 1 662 (2014)                      |
| Charbonnières-les-Vieilles | 63093      | CC Combrailles Sioule et Morge | 1 052 (2014)                      |
| Châteauneuf-les-Bains      | 63100      | CC Combrailles Sioule et Morge | 291 (2014)                        |
| Loubeyrat                  | 63198      | CC Combrailles Sioule et Morge | 1 207 (2014)                      |
| Queuille                   | 63294      | CC Combrailles Sioule et Morge | 265 (2014)                        |
| Saint-Angel                | 63318      | CC Combrailles Sioule et Morge | 404 (2014)                        |
| Saint-Georges-de-Mons      | 63349      | CC Combrailles Sioule et Morge | 2 019 (2014)                      |
| Vitrac                     | 63464      | CC Combrailles Sioule et Morge | 339 (2014)                        |

## Histoire
De 1833 à 1842, les cantons de Manzat et de Saint-Gervais-d'Auvergne avaient le même conseiller général. Le nombre de conseillers généraux était limité à 30 par département.

### Seconde Guerre mondiale
- Le canton de Manzat fut une terre de maquis, en particulier pour les FTP sous la direction de Jean Bac. Deux résistants de la commune furent tués, l'un fusillé par les Allemands, l'autre par la Milice . Deux stèles ont été élevées en leur honneur ; l'une au village de La Bessède, l'autre sur le bord de la route qui conduit à Châteauneuf-les-Bains. Un monument aux morts célèbre le souvenir des Manzatois morts pour la France.
- Léon Blum, Georges Mandel, Édouard Daladier, Paul Reynaud et Maurice Gamelin furent emprisonnés dans le château de Chazeron en 1942.

### Découpage administratif
Les redécoupages des arrondissements intervenus en 1926 et 1942 n'ont pas affecté ce canton.
Le canton a été supprimé en 2015 à la suite du redécoupage des cantons du Puy-de-Dôme, appliqué le 25 février 2014 par décret : ses communes seront rattachées au canton de Saint-Georges-de-Mons sauf Châteauneuf-les-Bains au canton de Saint-Éloy-les-Mines et Charbonnières-les-Varennes au canton de Saint-Ours.

## Représentation

### Conseillers généraux de 1833 à 2015
| Période | Période      | Identité                               | Étiquette                                    | Qualité |
| ------- | ------------ | -------------------------------------- | -------------------------------------------- | --- |
| 1833    | 1836         | Louis Bottes-Labesse (1771-1844)       |                                              | Propriétaire à Gouttières |
| 1836    | 1839         | Jean-Pierre Alexandre Pracros-Visignol |                                              | Médecin, maire de Saint-Gervais |
| 1839    | 1842         | Comte Gaspard Chabrol de Volvic        | Majorité ministérielle                       | Ingénieur des Ponts et Chaussées, ancien Préfet de la Seine Député de la Seine (1816-1823) Député du Puy-de-Dôme (1824-1833) |
| 1842    | 1848         | Michel Breschard                       |                                              | Juge de paix, propriétaire |
| 1848    | 1852         | Jean-Baptiste Randon (1792-1864)       |                                              | Notaire à Manzat |
| 1852    | 1864         | Gabriel Beaulaton                      |                                              | Juge de paix à Combronde |
| 1864    | 1871         | Annet Alexandre Baret du Coudert       |                                              | Juge de paix |
| 1871    | 1878         | Eugène Tallon                          | Droite orléaniste                            | Avocat, magistrat Député (1871-1885), il est le propriétaire du Château de Châteauneuf-les-Bains. |
| 1878    | 1889 (décès) | Michel Grange                          | Républicain                                  | Notaire, maire de Manzat |
| 1889    | 1898         | Eugène Tallon                          | Républicain                                  | Président de chambre à la Cour d'appel de Lyon Député (1871-1885) |
| 1898    | 1902 (décès) | Amable Mazuel                          | Rad.                                         | Médecin, maire de Manzat (1900-1902), ancien conseiller d'arrondissement |
| 1902    | 1919         | Antoine Mazuel (frère du précédent)    | Rad.                                         | Notaire, maire de Manzat (1902-1918), conseiller d'arrondissement |
| 1919    | 1929 (décès) | Amable Pourtier                        | Rad.                                         | Médecin à Manzat, conseiller d'arrondissement |
| 1929    | 1940         | François-Gilbert Sardier               | URD puis Parti paysan d'union sociale (PPUS) | Cultivateur, Président de la Fédération paysanne du Puy-de-Dôme Maire de Manzat Nommé conseiller départemental en 1942 Il se représente aux éléctions du 23 septembre 1945 affrontant le maire de Manzat Victor Mazuel, le maire de Charbonnières-les-Vieilles Lucien Dumas (S.F.I.O) et M.Ferrandon (P.C.F). Recueillant 1102 voix au premier tour et classé troisième, il retire sa candidature. |
|         |              |                                        |                                              | |
| 1945    | 1967         | Victor Mazuel (neveu d'A.Mazuel)       | USR-Rad.                                     | Agriculteur Maire de Manzat (1935-1965) |
| 1967    | 1979         | Jean Cosson                            | RI puis UDF-PR                               | Pharmacien Maire de Saint-Georges-de-Mons (1965-1983) |
| 1979    | 2004         | André Neyrat                           | PS                                           | Principal de collège Maire de Les Ancizes-Comps |
| 2004    | 2015         | Alain Escure                           | PS puis DVG                                  | Conducteur de chantier chez Michelin Maire de Manzat (1995-2013) |

### Conseillers d'arrondissement (de 1833 à 1940)
| Période                                  | Période          | Identité                         | Étiquette   | Qualité |
| ---------------------------------------- | ---------------- | -------------------------------- | ----------- | --- |
| 1833                                     | 1839             | François Duché-Peygue            |             | Banquier à Riom, juge au Tribunal de commerce                                                               |
| 1839                                     | 1845             | Louis-Étienne Baret du Coudert   |             | Avocat à Manzat                                                                                             |
| 1845                                     | 1848             | Auguste-Annet Baret du Coudert   |             | Adjoint au maire de Manzat                                                                                  |
| 1848                                     | 1852             | Quincien-François Astaix         |             | Instituteur expert, maire de Manzat                                                                         |
| 1852                                     | 1864             | Annet-Alexandre Baret du Coudert |             | Maire de Manzat                                                                                             |
| 1864                                     | 1871             | Louis Hom                        |             | Maire de Manzat                                                                                             |
| 1871                                     | 1878 (décès)     | M. Goigoux                       |             | Docteur en médecine à Manzat                                                                                |
| 26 janv.1879                             | 1886             | Amable-Bonnet Mazuel             | Républicain | Docteur à Manzat                                                                                            |
| 1886                                     | 1892             | Claude Rongère                   |             | Notaire à Manzat                                                                                            |
| 1892                                     | 1902 (démission) | Antoine-Bonnet Mazuel            | Républicain | Notaire à Manzat                                                                                            |
| 1902                                     | 1919             | Amable Pourtier (1870-1929)      | Radical     | Médecin à Manzat                                                                                            |
| 1919                                     | 1931             | Gilbert Morel-Masson (1865-1934) | Radical     | Négociant à Manzat                                                                                          |
| 1931                                     | 1940             | Gilbert Triphon                  | Radical     | Conseiller municipal de Manzat                                                                              |
| 1940                                     |                  |                                  |             | Les conseils d'arrondissement ont été suspendus par la loi du 12 octobre 1940 et n'ont jamais été réactivés |
| Les données manquantes sont à compléter. |                  |                                  |             | |

## Démographie
| 1962  | 1968  | 1975  | 1982  | 1990  | 1999  | 2006  | 2011   | 2012   |
| ----- | ----- | ----- | ----- | ----- | ----- | ----- | ------ | ------ |
| 9 380 | 9 528 | 9 425 | 9 748 | 9 806 | 9 514 | 9 913 | 10 149 | 10 150 |

## Culture et patrimoine

### Curiosités et sites remarquables

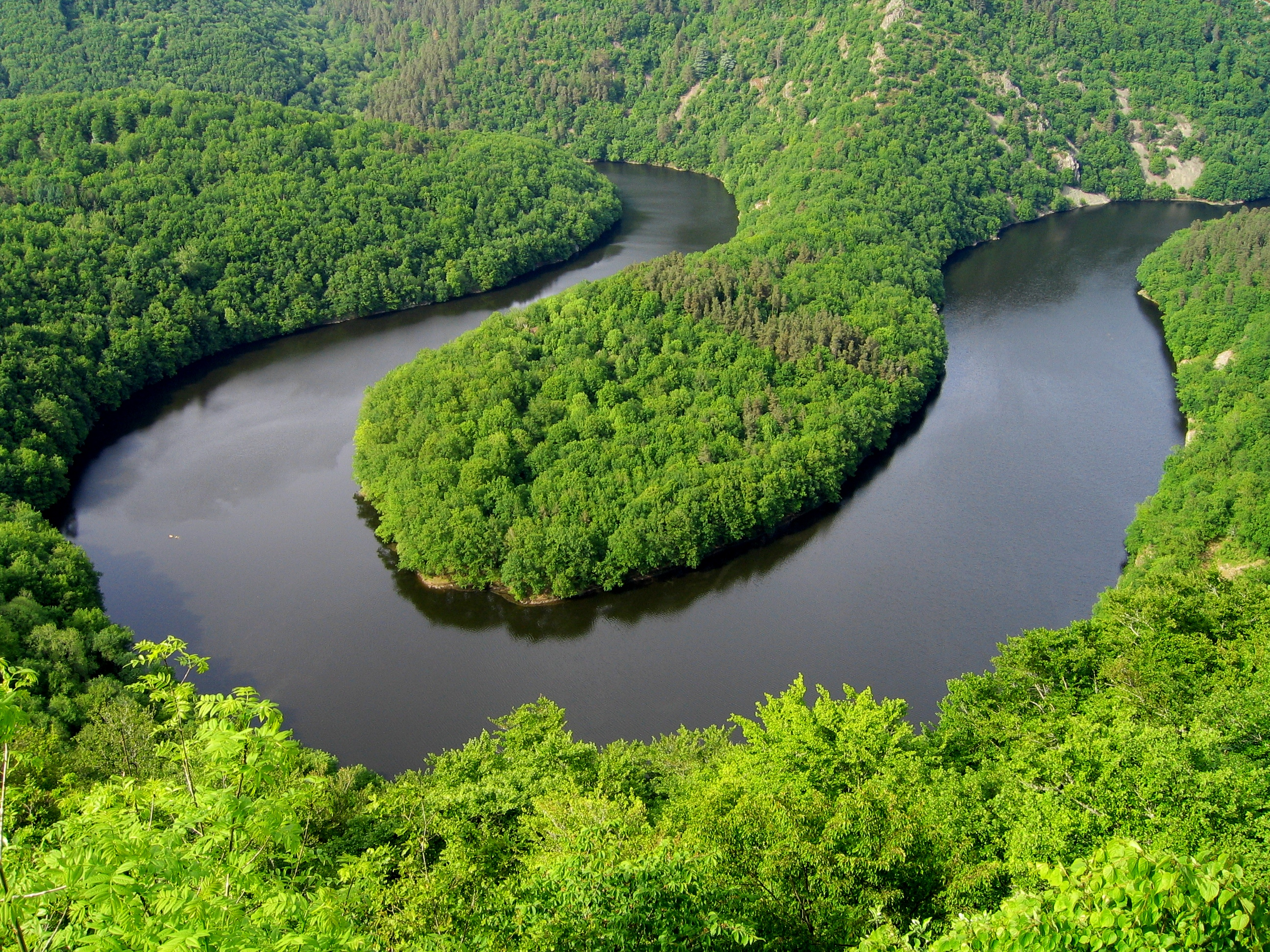
Le méandre de Queuille
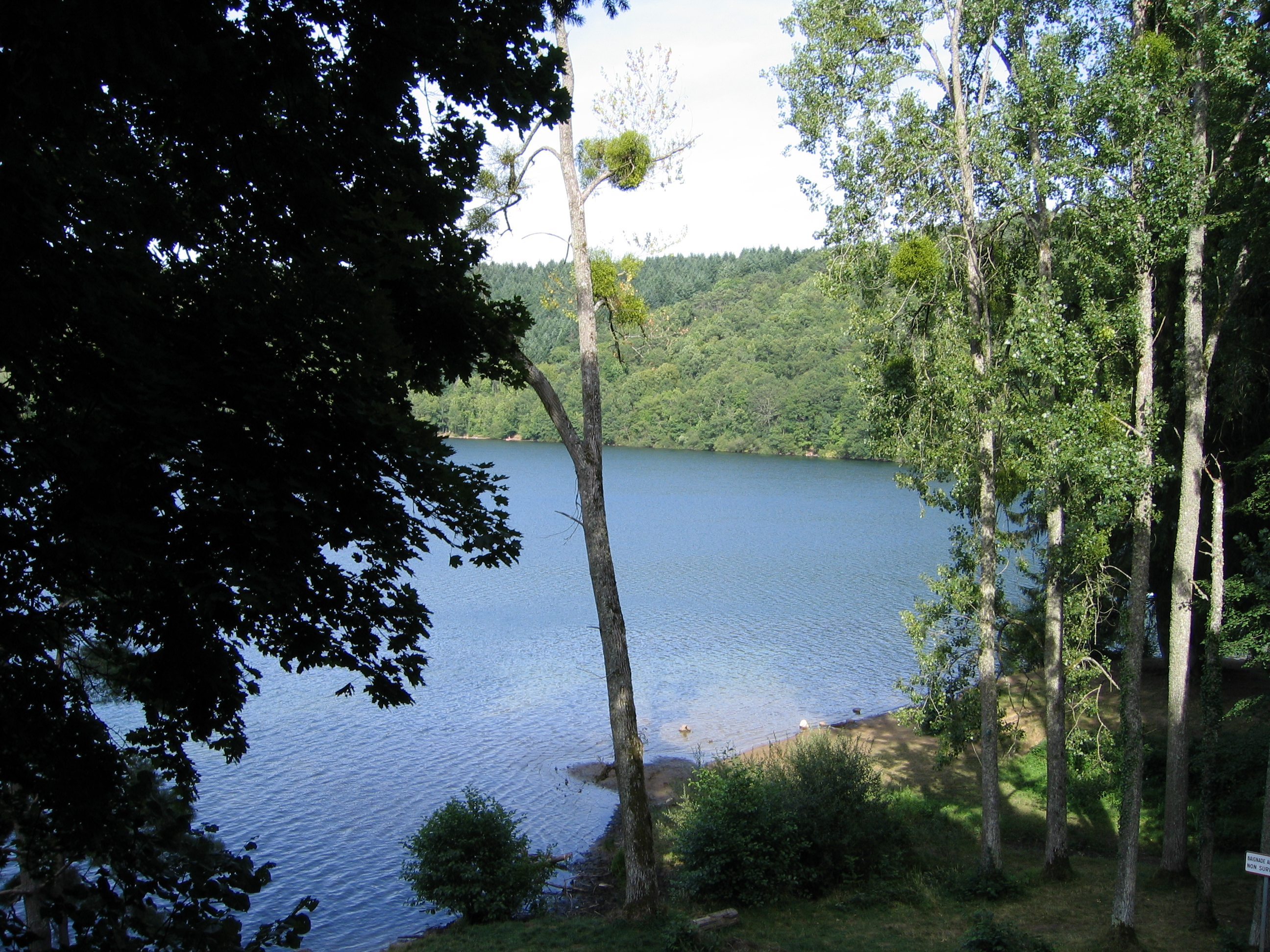
Le gour de Tazenat - Partie Sud-Est
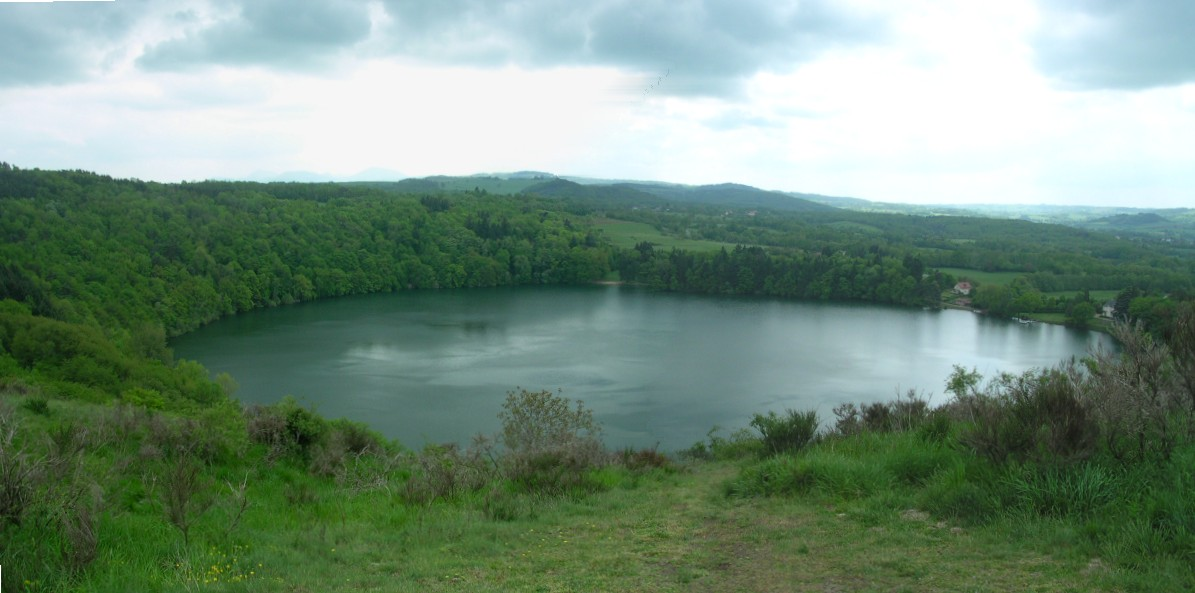
Vue générale sur le gour de Tazenat
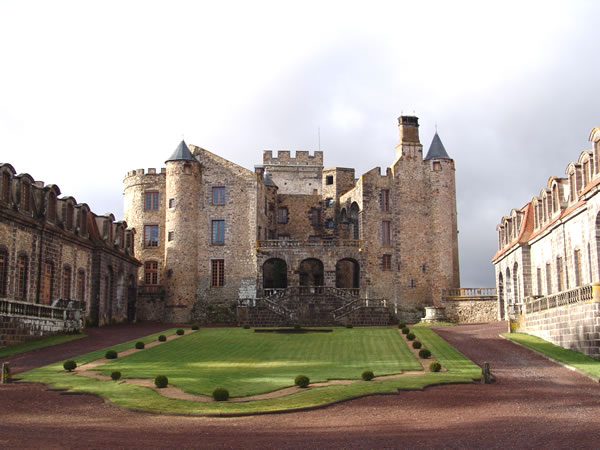
Le château de Chazeron
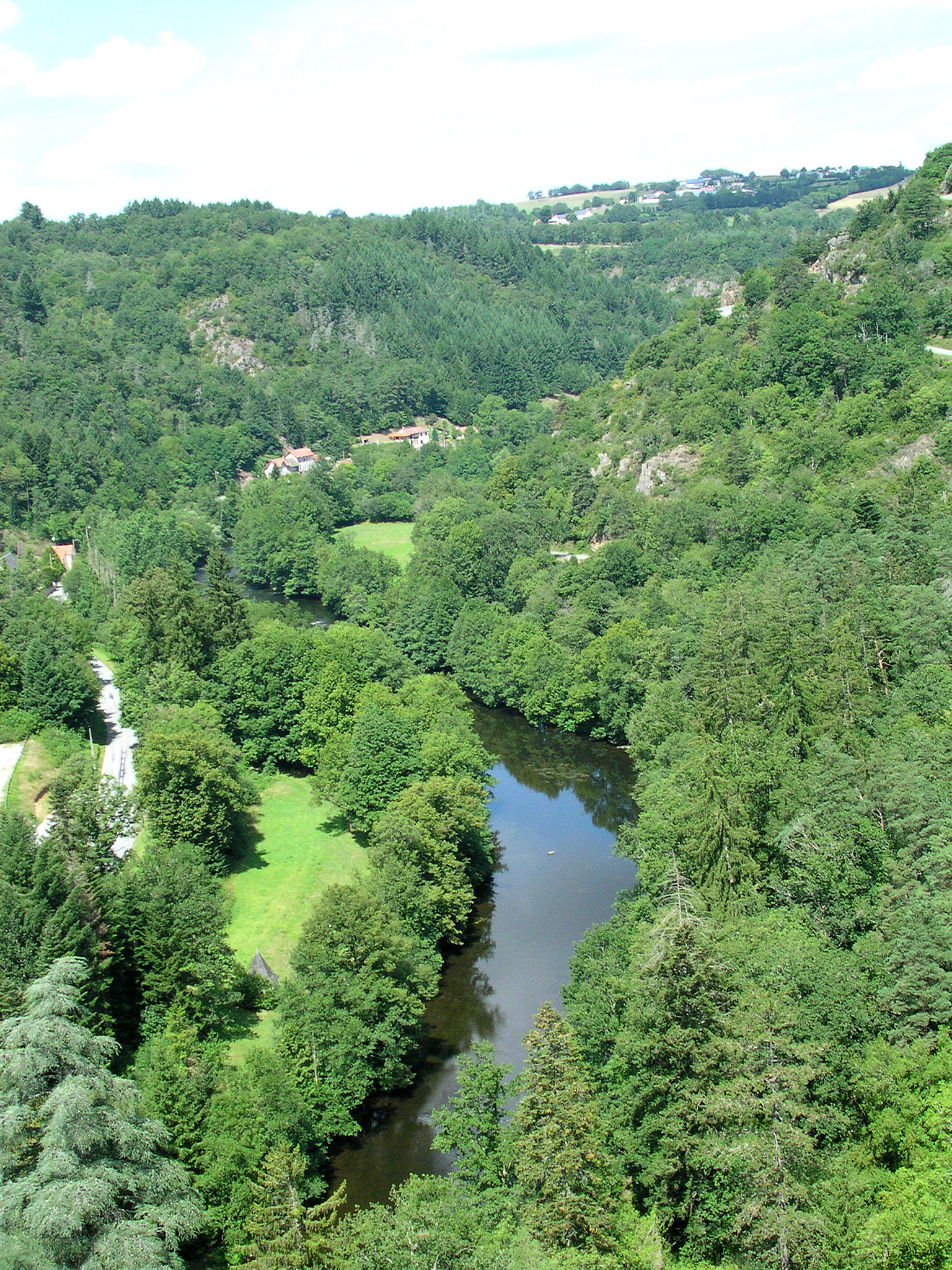
La vallée de la Sioule
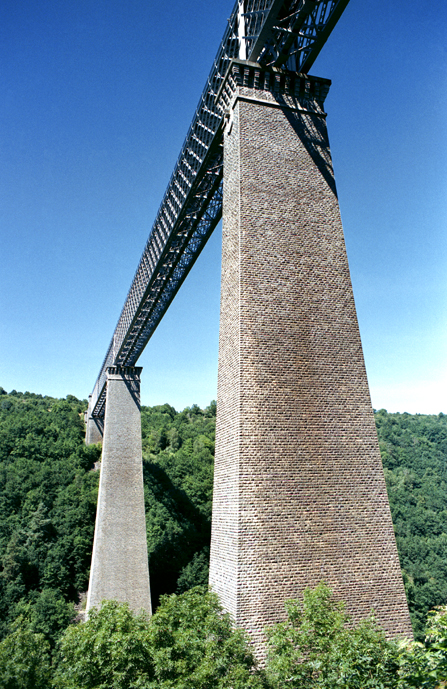
Le viaduc des Fades

### Personnalités liées au canton de Manzat
- Louis Charles Antoine Desaix, général français (Saint-Hilaire d'Ayat °17 août 1768, † Marengo 14 juin 1800), a passé son enfance à Veygoux, commune de Charbonnières-les-Varennes.
- François Delarue, médecin et auteur d'ouvrages sur la médecine, (Manzat °1788, † Paris 1842).
- Guy de Maupassant, écrivain français (Tourville-sur-Arques °5 août 1850, † Paris 6 juillet 1893) a situé plusieurs de ses récits[12] dans le canton de Manzat (Rochegude, Gour de Tazenat).
- Léon Blum, homme politique français ( °9 avril 1872, † 30 mars 1950), interné au château de Chazeron.
- Maurice Gamelin, général français ( °20 septembre 1872, † 18 avril 1958), interné au château de Chazeron.
- Paul Reynaud (Barcelonnette °15 octobre 1878, † Neuilly-sur-Seine 21 septembre 1966), président du Conseil le 22 mars 1940, interné au château de Chazeron le 5 septembre 1940.
- Édouard Daladier, homme politique français ( °Carpentras 18 juin 1884, † Paris 10 octobre 1970), interné au château de Chazeron.
- Georges Mandel, homme politique et résistant français ( °Chatou 5 juin 1885, † Fontainebleau 7 juillet 1944), interné au château de Chazeron.
- Arletty, actrice française (Courbevoie °15 mai 1898, † Paris 23 juillet 1992), a passé une partie de son enfance à Charbonnières-les-Vieilles.